# Saint-Nicolas-des-Motets
Saint-Nicolas-des-Motets ist eine französische Gemeinde mit 241 Einwohnern (Stand: 1. Januar 2022) im Département Indre-et-Loire in der Region Centre-Val de Loire; sie gehört zum Arrondissement Loches und zum Kanton Château-Renault. Die Einwohner werden Monoux Colasiens genannt.

## Geographie
Saint-Nicolas-des-Motets liegt etwa 33 Kilometer nordöstlich von Tours. Umgeben wird Saint-Nicolas-des-Motets von den Nachbargemeinden Saint-Cyr-du-Gault im Norden und Nordwesten, Saint-Étienne-des-Guérets im Osten und Nordosten, Dame-Marie-les-Bois im Süden sowie Morand im Westen und Südwesten.

## Bevölkerungsentwicklung
| Jahr                       | 1962 | 1968 | 1975 | 1982 | 1990 | 1999 | 2006 | 2017 |
| Einwohner                  | 225  | 165  | 158  | 193  | 189  | 224  | 246  | 261  |
| Quellen: Cassini und INSEE |      |      |      |      |      |      |      |      |